# Кућа Исидоре Секулић
Кућа у којој је Исидора Секулић провела последњих двадесет година свог живота саграђена је на Топчидерском брду у годинама између два рата као типична породична кућа са вртом. 

## Изглед
Скромним приземним објектом, једноставно обликованих фасада, доминира улазно степениште са лођом. Осим библиотеке и предмета из радне собе, које је књижевница завештала Универзитетској библиотеци у Београду, у ентеријеру готово ништа не упућује на њено вишегодишње живљење. Свестраност личности Исидоре Секулић (1877-1958) може се сагледати кроз њен педагошки, преводилачки и књижевни рад. Она је један од најзначајних есејиста домаће књижевности, чији радови залазе у област филозофије, естетике и књижевне критике.